# Vanellus gregarius

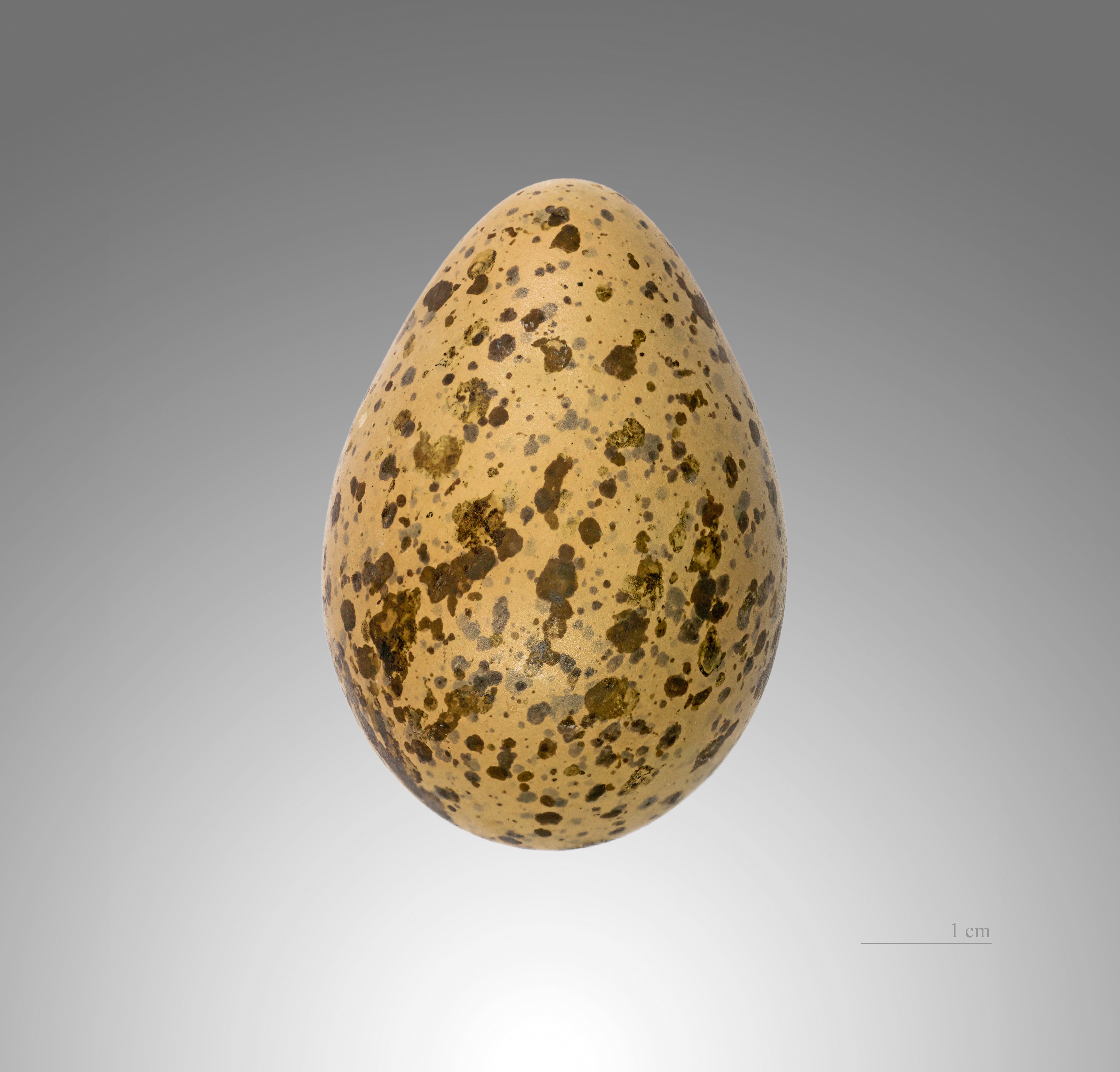
Uovo di pavoncella gregaria

La pavoncella gregaria (Vanellus gregarius, Pallas, 1771), è un uccello della famiglia dei Charadriidae.

## Sistematica
Vanellus gregarius non ha sottospecie, è monotipico.

## Distribuzione e habitat
Questo uccello nidifica in Russia e Kazakistan, e, attraverso Kirghizistan, Uzbekistan, Turkmenistan, Tagikistan, Afghanistan, Armenia, Iran, Iraq, Siria, Arabia Saudita e Turchia, migra in Israele, Eritrea, Sudan e in India nordoccidentale. Occasionalmente, sverna anche in Pakistan, Sri Lanka e Oman. È di passo, ma ormai molto raro, in gran parte dell'Europa, compresa l'Italia. Regionalmente estinto in Cina e Ucraina.